# روبرتو بالادو
روبرتو بالادو مندس (اسپانیایی: Roberto Balado Méndez‎؛ ۱۵ فوریهٔ ۱۹۶۹ – ۲ ژوئیهٔ ۱۹۹۴) بوکسور اهل کوبا بود. او در بخش فوق سنگین‌وزن (۹۱+ کیلوگرم) مسابقات بوکس بازی‌های المپیک تابستانی ۱۹۹۲، موفق به کسب مدال طلا شد.